# Portugalská rallye 2019
Portugalská rallye 2019 (oficiálně 53. Vodafone Rally de Portugal) byl 7. podnik Mistrovství světa v rallye 2019 (WRC), který konal v Portugalsku 30. května až 2. června 2019. Absolutním vítězem se stala posádka Ott Tänak a Martin Järveoja (Toyota GAZOO Racing WRT). Závod o délce 311,23 km se jel na šotolině.

## Situace před rallye
Celkové pořadí jezdců i spolujezdců před podnikem v Portugalsku vedl šestinásobný mistr světa Sébastien Ogier a Julien Ingrassia o 10 bodů před Ottem Tänakem a Martiemen Järveojou. Thierry Neuville a Nicolas Gilsoul byli třetí a zaostávali za druhou posádkou o 2 body. Mezi konstruktéry vedl tým Hyundai Shell Mobis WRT, který vedl nad týmem Toyota Gazoo Racing WRT 29 bodů.
Kategorii WRC 2 Pro vedla britská posádka Gus Greensmith a Elliott Edmondson před Madsem Østbergem a Torsteinem Eriksenem o 5 body v pořadí jezdců a spolujezdců. Łukasz Pieniążek a Kamil Heller byli na 3. místě, 6 bodů za norskou posádkou. Pohár konstruktérů vedl tým M-Sport Ford WRT před týmem Škoda Motorsport o 62 bodů, na 3. místě byl Citroën Total.
WRC 2 vedl Benito Guerra a Jaime Zapata 14 bodů před posádkou Takamoto Katsuta a Daniel Barritt, na 3. místě byla dvojice Ole Christian Veiby a Jonas Andersson.

## Průběh závodu

### 1. etapa
První etapa Portugalské rallye měla celkem 7 rychlostních zkoušek o délce 94,50 km. Erzeta Lousã měla 12,35 km, Góis měla 18,78 km a Arganil měla 14,62 km. Všechny tři rychlostní testy se jely dvakrát. Poslední sedmá rychlostní zkouška Lousada měřila 3,36 km.
První rychlostní zkouška Lousã 1 nejlépe sedla posádce Dani Sordo a Carlos del Barrio, která najela na druhou dvojici Ott Tänak a Martin Järveoja 4,2 s. Do pěti sekund se vešla dvojice Finů Teemu Suninen (+ 4,4 s) a Jari-Matti Latvala (+ 4,8 s). Někteří jezdci v cíli řekli, že jim průjezdy stěžoval prach na trati. Například Suninen řekl: „Hlavně po startu je tam hodně prachu. Měli bychom mít i nějaký vzduchový filtr do auta, občas se těžko dýchá“, Latvala reagoval následovně: „Určitě se čistí, ale zase je díky prachu špatně vidět“ a Neuville uvedl, že „Na začátku jsme byl moc opatrný, pak to bylo lepší. Viditelnost není ideální.“ Druhou rychlostní zkoušku vyhrál Ott Tänak, který se tak přiblížil k vedoucímu Sordovi na 0,5 s. Druhý čas zajel Fin Jari-Matti Latvala (+ 1,0 s) a třetí Sordo. Hned na druhé erzetě postihly potíže Krise Meeka, jenž měl problémy s interkomem a v cíli řekl: „Tak jednoduchá věc jako interkom a nefunguje. Seb mně ukazoval prsty, takže nakonec celkem ok.“ Na další erzetě zaznamenali problémy hned 4 jezdci, a to Leob, Sordo, Østberg a Lappi (defekt). Loeb dorazil do cíle s ztrátou 15:36,3 s a Sordo s nejhorším časem v testu ztratil 18:38,9 s, přičemž Loeb propadl na předposlední a Sordo na poslední 57. místo. Oba vozy továrního týmu Hyundai postihl problém s palivovým čerpadlem. Po třetí erzetě se tak do vedení dostal Ott Tänak následovaný svými týmovými kolegy Latvalou (+ 6,9 s) a Meekem (+ 14,0 s).
Čtvrtou erzetu nejrychleji zajel Dani Sordo; na Španěla shodně ztratila dvojice Finů: Latvala a Suninen 3,3 s. Problémy na páté erzetě neopustily Sorda, který na svém vozem udělal defekt. Evans měl naopak problémy s elektrikou a propadl se tak o 15 míst na 20. pozici. Na třetí místo se dostal po špatném času Meeka Teemu Suninen. Do nejlepší desítky se po páté erzetě dostal český závodník Jan Kopecký, který vedl kategorii WRC 2 Pro. Šestý rychlostní test vyhrál Neuville, který se dostal na 4. místo. Do nejlepší trojice se znovu dostal Kriss Meeke. Po problémech s brzdami se na páté místo posunul Ogier. Suninen dojel erzetu na 24. místě s bezmála minutovou ztrátou na Neuvilla, což v cíli okomentoval následovně: „Nemáme brzdy. Nevím, že bych něco trefil.“
Na konci dne na jezdce čekala divácky atraktivní městská erzeta Lousada, která měřila pouhých 3,36 km. Tu nejlépe zvládl Thierry Neuville (Hyundai i20 Coupe WRC), který najel na Ogiera 0,9 s (Citroën C3 WRC) a Tänaka 1,1 s (Toyota Yaris WRC). Kategorii WRC 2 po první etapě vedl Nor Ole Christian Veiby před Pierre-Louisem Loubetem (+ 14,3 s) a Nikolajem Grjazinem (+ 25,2 s). První místo v kategorii WRC 2 Pro patřilo Janu Kopeckému, kterého dělilo od druhého Kalleho Rovanpery pouhých 4,8 s.
Pořadí po 1. etapě:
| 1 | Ott Tänak          | Toyota  | 1:03:26,7 | 6  | Teemu Suninen       | Ford       | + 1:15,7 |
| 2 | Jari-Matti Latvala | Toyota  | + 17,3    | 7  | Gus Greensmith      | Ford       | + 1:22,1 |
| 3 | Kris Meeke         | Toyota  | + 22,8    | 8  | Esapekka Lappi      | Citroën    | + 1:23,7 |
| 4 | Thierry Neuville   | Hyundai | + 24,2    | 9  | Ole Christian Veiby | Volkswagen | + 3:45,2 |
| 5 | Sébastien Ogier    | Citroën | + 25,8    | 10 | Jan Kopecký         | Škoda      | + 3:49,3 |

### 2. etapa
Druhá etapa Portugalské rallye měla 6 rychlostních zkoušek o délce 165,20 km. Vieira do Minho měla 20,53 km, Cabeceiras de Basto měřila 22,22 km a nejdelší Amarante měla 37,60 km. Všechny rychlostní zkoušky se jely dvakrát. Na programu byly také erzety Gaia Street Stage 1 a Gaia Street Stage 2 o délce 4,5 km. Ty však byli před zahájením rallye vyloučeny.
Druhý den nejlépe o odstartoval Kris Meeke, který najel na svého továrního kolegu Latvalu 3 sekundy. Třetí Ogier ztratil na Meekův čas 4,6 s. Devátá rychlostní zkoušky patřila Toyotám, když erzetu vyhrál Jari-Matti Latvala a na druhého Tänaka najel 0,4 s a třetího Meeka 2,8 s. Dani Sordo ztratil na Latvalu 3 sekundy. Desátou erzetu znovu opanoval Latvalu, jenž na Tänaka najel 5,8 s. Latvalu od 1. místa dělilo 5,1 s. Pro norského jezdce Ole Christiana Veibyho (WRC 2) byla desátá erzeta konečnou, když jeho Volkswagen Polo GTI R5 na trati shořel.
Jedenáctá rychlostní zkouška znovu patřila Toyotě, když nejlepší čas zajel Ott Tänak následovaný Krisem Meekem (+ 1,0 s); třetí čas patřil Neuvillovi. Erzeta se nepodařila Latvalovi, který na Tänaka ztratil 9,7 s, čímž rozdíl mezi prvním a druhým místem vzrostl na 14,8 s. Dvanáctá rychlostní zkouška přinesla změnu na 2. až 5. místě, když Latvala po problémech s tlumičem zajel až 15. čas se ztrátou 56,7 na vítěze testu Neuvilla. Latvala se tak propadl o 3 místa na 5. pozici. Na druhé místo se tak posunul Meeke následovaný Neuvillem a Ogierem. Šestnáctou rychlostní zkoušku vyhrál jezdec stáje Hyunday Thierry Neuville. Přetrvávající potíže s tlumičem donutily Latvalu odstoupit, přičemž obdržel 10 minut k nejlepšímu času a propadl se na 11. místo v pořadí. Problémy s tlumičem trápily také Tänaka, který zaostal za Neuvillem o 12,7 s. Rozdíl mezi prvním Tänak tak po třinácté rychlostní zkoušce činil pouze 4,3 s. Z elitní desítky vypadl také Brit Gus Greensmith, který zaznamenal ztrátu 37,3 s na čelo závodu a propadl se na 15. místo.
Kategorii WRC 2 po první etapě vedl Francouz Pierre-Louis Loubet před švédským závodníkem Emilem Bergkvistem o bezmála 2 minuty (+ 1:57,7 s) a Henningem Solbergem (+ 2:16,4 s). První místo v kategorii WRC 2 Pro patřilo Kallemu Rovanperovi, kterého dělilo od druhého Jana Kopeckého více než minuta (+ 1:01,5 s).
Pořadí po 2. etapě:
| 1 | Ott Tänak        | Toyota  | 2:47:23,1 | 6  | Teemu Suninen       | Ford  | + 2:02,7  |
| 2 | Kris Meeke       | Toyota  | + 4,3     | 7  | Elfyn Evans         | Ford  | + 6:10,4  |
| 3 | Thierry Neuville | Hyundai | + 9,2     | 8  | Kalle Rovanperä     | Škoda | + 8:33,8  |
| 4 | Sébastien Ogier  | Citroën | + 21,0    | 9  | Jan Kopecký         | Škoda | + 9:35,3  |
| 5 | Esapekka Lappi   | Citroën | + 1:37,5  | 10 | Pierre-Louis Loubet | Škoda | + 10:04,8 |

### 3. etapa
Třetí etapa Portugalské rallye měla 5 rychlostních zkoušek o délce 51,53 km. Montim (16. a 19 erzeta) měla 8,64 km, Fafe měla 11,18 km (17. a 20 erzeta) a Luílhas měla 11,18 km (18. erzeta). Poslední rychlostní zkouška Fafe 2 se jela jako powerstage.
Šestnáctou erzetu vyhrál Kris Meeke, který stáhl dalších 1,9 s na továrního jezdce Otta Tänaka, čímž se rozdíl Tänaka a Meeka snížil na 2,4 s. Thierry Neuville ztratil na Meeka 2,2 s. Problémy měl Esapekka Lappi, který se svým vozem Citroën C3 WRC šel přes strechu. I přes ztrátu 32,9 s na Krise Meeka si Fin 5. místo udržel. V následující erzetě vylomil na svém voze zavěšení, klesl na 6. místo a v další erzetě odstoupil. Sedmnáctou erzetu vyhrál Ott Tänak následovaný Krisem Meekem (+ 3,0 s), Neuvillem (+ 4,1 s) a Sordem (+ 4,7 s). Ostatní jezdci měli na Tänaka více něž desetisekundovou ztrátu. Osmáctou erzetu znovu nejlépe zajela dvojice Tänak a Meeke. Devatenáctá rychlostní zkouška přinesla změnil pořadí na pódiu, když Kris Meeke udělal chybu a na 2. místo se dostal Thierry Neuville. V cíli chybu okomentoval následovně: „V poslední chvíli to v tom vracáku ustřelilo. V prachu jsem neviděl a také nešlo zařadit.“
Powerstage vyhrál Sébastien Ogier (5 bodů), bodované pozice dále obsadili Thierry Neuville (4 body), Ott Tänak (3 body), Teemu Suninen (2 body) a Dani Sordo (1 bod).
I když Ott Tänak měl na předposledním mezičase náskok na Ogiera, před koncem závodu zpomalil, aby nestartoval v Sardinii jako první a přenechal čištění tratě Ogierovi, který zůstal v celkovém klasifikaci na 1. místě. Poslední rychlostní test nezvládli Kris Meeke (vylomené kolo) a Sébastien Loeb (ulomené zavěšení). Divácky atraktivní skok na konci erzety nezvládl Gus Greensmith, který po dopadu trefil kraj, poškodil svůj vůz a odstoupil ze závodu. Vítěz rallye Ott Tänak v cíli řekl: „Určitě jedno z mých nejtěžších vítězstvích. Měli jsme dost problémů a museli bojovat. Před cílem jsem zvolnil, aby Seb čistil na Sardinii.“

## Výsledky

### Celkové výsledky
| #                     | Nr. | Jezdec              | Navigátor           | Vůz                   | Tým                     | Třída     | Čas       | Ztráta   | Body |
| --------------------- | --- | ------------------- | ------------------- | --------------------- | ----------------------- | --------- | --------- | -------- | ---- |
| Absolutní klasifikace |     |                     |                     |                       |                         |           |           |          |      |
| 1                     | 8   | Ott Tänak           | Martin Järveoja     | Toyota Yaris WRC      | Toyota Gazoo Racing WRT | WRC       | 3:20.22,8 |          | 25+3 |
| 2                     | 11  | Thierry Neuville    | Nicolas Gilsoul     | Hyundai i20 Coupe WRC | Hyundai Shell Mobis WRT | WRC       | 3:20.38,7 | +15,9    | 18+4 |
| 3                     | 1   | Sébastien Ogier     | Julien Ingrassia    | Citroën C3 WRC        | Citroën Total WRT       | WRC       | 3:21.19,9 | +57,1    | 15+5 |
| 4                     | 3   | Teemu Suninen       | Marko Salminen      | Ford Fiesta WRC       | M-Sport Ford WRT        | WRC       | 3:23.04,3 | +2.41,5  | 12+2 |
| 5                     | 33  | Elfyn Evans         | Scott Martin        | Ford Fiesta WRC       | M-Sport Ford WRT        | WRC       | 3:27.31,1 | +7.08,3  | 10   |
| 6                     | 23  | Kalle Rovanperä     | Jonne Halttunen     | Škoda Fabia R5 Evo    | Škoda Motorsport        | WRC-2 Pro | 3:30.57,0 | +10.34,2 | 8    |
| 7                     | 10  | Jari-Matti Latvala  | Miikka Anttila      | Toyota Yaris WRC      | Toyota Gazoo Racing WRT | WRC       | 3:31.51,0 | +11.28,2 | 6    |
| 8                     | 24  | Jan Kopecký         | Pavel Dresler       | Škoda Fabia R5 Evo    | Škoda Motorsport        | WRC-2 Pro | 3:32.04,7 | +11.41,9 | 4    |
| 9                     | 51  | Pierre-Louis Loubet | Vincent Landais     | Škoda Fabia R5        | Pierre-Louis Loubet     | WRC-2     | 3:33.09,1 | +12.46,3 | 2    |
| 10                    | 47  | Emil Bergkvist      | Patrik Barth        | Ford Fiesta R5        | Emil Bergkvist          | WRC-2     | 3:34.51,2 | +14.28,4 | 1    |
| ...                   | ... | ...                 | ...                 | ...                   | ...                     | ...       | ...       | ...      | ...  |
| 23                    | 6   | Dani Sordo          | Carlos del Barrio   | Hyundai i20 Coupe WRC | Hyundai Shell Mobis WRT | WRC       | 3:47:47,6 | +27:24.8 | 0+1  |
| WRC 2 Pro             |     |                     |                     |                       |                         |           |           |          |      |
| 1 (6.)                | 23  | Kalle Rovanperä     | Jonne Halttunen     | Škoda Fabia R5 Evo    | Škoda Motorsport        | WRC-2 Pro | 3:30:57.0 |          | 25   |
| 2 (8.)                | 24  | Jan Kopecký         | Pavel Dresler       | Škoda Fabia R5 Evo    | Škoda Motorsport        | WRC-2 Pro | 3:32:04.7 | +1:07.7  | 18   |
| 3 (25.)               | 21  | Mads Østberg        | Torstein Eriksen    | Citroën C3 R5         | Citroën Total           | WRC-2 Pro | 3:50:05.6 | +19:08.6 | 15   |
| 4 (28.)               | 22  | Łukasz Pieniążek    | Jakub Gerber        | Ford Fiesta R5        | M-Sport Ford WRT        | WRC-2 Pro | 4:01:52.1 | +30:55.1 | 12   |
| WRC 2                 |     |                     |                     |                       |                         |           |           |          |      |
| 1 (9.)                | 51  | Pierre-Louis Loubet | Vincent Landais     | Škoda Fabia R5        | Pierre-Louis Loubet     | WRC-2     | 3:33:09.1 |          | 25   |
| 2 (10.)               | 47  | Emil Bergkvist      | Patrik Barth        | Ford Fiesta R5        | Emil Bergkvist          | WRC-2     | 3:34:51.2 | +1:42.1  | 18   |
| 3 (11.)               | 49  | Henning Solberg     | Ilka Minor-Petrasko | Škoda Fabia R5        | Henning Solberg         | WRC-2     | 3:35:17.3 | +2:08.2  | 15   |
| 4 (12.)               | 56  | Eerik Pietarinen    | Juhana Raitanen     | Škoda Fabia R5        | Eerik Pietarinen        | WRC-2     | 3:35:32.6 | +2:23.5  | 12   |
| 5 (13.)               | 45  | Nikolaj Grjazin     | Jaroslav Fedorov    | Škoda Fabia R5        | Nikolaj Grjazin         | WRC-2     | 3:35:33.4 | +2:24.3  | 10   |
| 6 (14.)               | 41  | Benito Guerra Jr.   | Jaime Zapata        | Škoda Fabia R5        | Benito Guerra Jr.       | WRC-2     | 3:36:31.9 | +3:22.8  | 8    |
| 7 (15.)               | 46  | Alberto Heller      | José Díaz           | Ford Fiesta R5        | Alberto Heller          | WRC-2     | 3:38:03.5 | +4:54.4  | 6    |
| 8 (16.)               | 55  | Armindo Araújo      | Luís Ramalho        | Hyundai i20 R5        | Armindo Araújo          | WRC-2     | 3:39:00.2 | +5:51.1  | 4    |
| 9 (17.)               | 48  | Guillaume De Mevius | Martijn Wydaeghe    | Citroën C3 R5         | Guillaume De Mevius     | WRC-2     | 3:39:50.0 | +6:40.9  | 2    |
| 10 (18.)              | 53  | Simone Tempestini   | Sergiu Itu          | Hyundai i20 R5        | Simone Tempestini       | WRC-2     | 3:40:15.5 | +7:06.4  | 1    |

### Rychlostní zkoušky
| Den   | Nr.  | Název RZ              | Délka    | Vítěz RZ                        | Vůz                             | Čas                             | Leader     |
| ----- | ---- | --------------------- | -------- | ------------------------------- | ------------------------------- | ------------------------------- | ---------- |
| 30.V  | -    | Shakedown             | 4.60 km  | Thierry Neuville                | Hyundai i20 Coupe WRC           | 3:02,1                          | -          |
| 31.V  | OS1  | Lousã 1               | 12,35 km | Dani Sordo                      | Hyundai i20 Coupe WRC           | 9:06,9                          | Dani Sordo |
| 31.V  | OS2  | Góis 1                | 18,78 km | Ott Tänak                       | Toyota Yaris WRC                | 12:19,7                         | Dani Sordo |
| 31.V  | OS3  | Arganil 1             | 14,44 km | Ott Tänak                       | Toyota Yaris WRC                | 9:00,0                          | Ott Tänak  |
| 31.V  | OS4  | Lousã 2               | 12,35 km | Dani Sordo                      | Hyundai i20 Coupe WRC           | 8:59,2                          | Ott Tänak  |
| 31.V  | OS5  | Góis 2                | 18,78 km | Teemu Suninen                   | Ford Fiesta WRC                 | 12:13,2                         | Ott Tänak  |
| 31.V  | OS6  | Arganil 2             | 14,44 km | Thierry Neuville                | Hyundai i20 Coupe WRC           | 8:58,5                          | Ott Tänak  |
| 31.V  | OS7  | Lousada               | 3,36 km  | Thierry Neuville                | Hyundai i20 Coupe WRC           | 2:35,5                          | Ott Tänak  |
| 01.VI | OS8  | Vieira do Minho 1     | 20,53 km | Kris Meeke                      | Toyota Yaris WRC                | 12:59,3                         | Ott Tänak  |
| 01.VI | OS9  | Cabeceiras de Basto 1 | 22,22 km | Jari-Matti Latvala              | Toyota Yaris WRC                | 13:42,9                         | Ott Tänak  |
| 01.VI | OS10 | Amarante 1            | 37,60 km | Jari-Matti Latvala              | Toyota Yaris WRC                | 25:10,4                         | Ott Tänak  |
| 01.VI | OS11 | Vieira do Minho 2     | 20,53 km | Ott Tänak                       | Toyota Yaris WRC                | 12:51,5                         | Ott Tänak  |
| 01.VI | OS12 | Cabeceiras de Basto 2 | 22,22 km | Thierry Neuville                | Hyundai i20 Coupe WRC           | 13:35,9                         | Ott Tänak  |
| 01.VI | OS13 | Amarante 2            | 37,60 km | Thierry Neuville                | Hyundai i20 Coupe WRC           | 25:02,2                         | Ott Tänak  |
| 01.VI | OS14 | Gaia Street Stage 1   | 2,25 km  | Rychlostní zkouška byla zrušena | Rychlostní zkouška byla zrušena | Rychlostní zkouška byla zrušena | Ott Tänak  |
| 01.VI | OS15 | Gaia Street Stage 2   | 2,25 km  | Rychlostní zkouška byla zrušena | Rychlostní zkouška byla zrušena | Rychlostní zkouška byla zrušena | Ott Tänak  |
| 02.VI | OS16 | Montim 1              | 8,76 km  | Kris Meeke                      | Toyota Yaris WRC                | 5:49,1                          | Ott Tänak  |
| 02.VI | OS17 | Fafe 1                | 11,18 km | Ott Tänak                       | Toyota Yaris WRC                | 6:38,6                          | Ott Tänak  |
| 02.VI | OS18 | Luílhas               | 11,89 km | Ott Tänak                       | Toyota Yaris WRC                | 8:05,7                          | Ott Tänak  |
| 02.VI | OS19 | Montim 2              | 8,76 km  | Thierry Neuville                | Hyundai i20 Coupe WRC           | 5:46,3                          | Ott Tänak  |
| 02.VI | OS20 | Fafe 2 [Power Stage]  | 11,18 km | Sébastien Ogier                 | Citroën C3 WRC                  | 6:35,0                          | Ott Tänak  |

### Powerstage
| Místo | Jezdec           | Navigátor         | Vůz                   | Čas    | Ztráta | Body |
| ----- | ---------------- | ----------------- | --------------------- | ------ | ------ | ---- |
| 1     | Sébastien Ogier  | Julien Ingrassia  | Citroën C3 WRC        | 6:35,0 | -      | 5    |
| 2     | Thierry Neuville | Nicolas Gilsoul   | Hyundai i20 Coupe WRC | 6:35,9 | +0,9   | 4    |
| 3     | Ott Tänak        | Martin Järveoja   | Toyota Yaris WRC      | 6:36,6 | +1,6   | 3    |
| 4     | Teemu Suninen    | Marko Salminen    | Ford Fiesta WRC       | 6:39,0 | +4,0   | 2    |
| 5     | Dani Sordo       | Carlos del Barrio | Hyundai i20 Coupe WRC | 6:40,1 | +5,1   | 1    |

## Situace po rallye

### Kategorie WRC
| Pos. |       | Pohár jezdců     | Pohár jezdců | Pohár jezdců |                    | Pohár navigátorů | Pohár navigátorů | Pohár navigátorů        |      | Pohár konstruktéru | Pohár konstruktéru | Pohár konstruktéru |
| Pos. | Změna | Jezdec           | Body         | Změna        | Navigátor          | Body             | Změna            | Konstruktér             | Body |                    |                    |                    |
| 1    |       | Sébastien Ogier  | 142          |              | Julien Ingrassia   | 142              |                  | Hyundai Shell Mobis WRT | 202  |                    |                    |                    |
| 2    |       | Ott Tänak        | 140          |              | Martin Järveoja    | 140              |                  | Toyota Gazoo Racing WRT | 182  |                    |                    |                    |
| 3    |       | Thierry Neuville | 132          |              | Nicolas Gilsoul    | 132              |                  | Citroën Total WRT       | 158  |                    |                    |                    |
| 4    | 1     | Elfyn Evans      | 65           | 1            | Scott Martin       | 65               |                  | M-Sport Ford WRT        | 122  |                    |                    |                    |
| 5    | 1     | Kris Meeke       | 56           | 1            | Sebastian Marshall | 56               |                  |                         |      |                    |                    |                    |

### Kategorie WRC Pro
| Pos. |       | Pohár jezdců     | Pohár jezdců | Pohár jezdců |                   | Pohár navigátorů | Pohár navigátorů | Pohár navigátorů |      | Pohár konstruktéru | Pohár konstruktéru | Pohár konstruktéru |
| Pos. | Změna | Jezdec           | Body         | Změna        | Navigátor         | Body             | Změna            | Konstruktér      | Body |                    |                    |                    |
| 1    | 2     | Kalle Rovanperä  | 86           | 2            | Jonne Halttunen   | 86               |                  | M-Sport Ford WRT | 147  |                    |                    |                    |
| 2    |       | Mads Østberg     | 83           |              | Torstein Eriksen  | 83               |                  | Škoda Motorsport | 116  |                    |                    |                    |
| 3    |       | Łukasz Pieniążek | 74           |              | Kamil Heller      | 74               |                  | Citroën Total    | 83   |                    |                    |                    |
| 4    | 2     | Gus Greensmith   | 73           | 2            | Elliott Edmondson | 73               |                  |                  |      |                    |                    |                    |
| 5    |       | Jan Kopecký      | 18           |              | Pavel Dresler     | 18               |                  |                  |      |                    |                    |                    |

### Kategorie WRC 2
| Pos. |       | Pohár jezdců        | Pohár jezdců | Pohár jezdců |                  | Pohár navigátorů | Pohár navigátorů | Pohár navigátorů |
| Pos. | Změna | Jezdec              | Body         | Změna        | Navigátor        | Body             |                  |                  |
| 1    |       | Benito Guerra       | 69           |              | Jaime Zapata     | 69               |                  |                  |
| 2    |       | Takamoto Katsuta    | 47           |              | Daniel Barritt   | 47               |                  |                  |
| 3    |       | Ole Christian Veiby | 40           |              | Jonas Andersson  | 40               |                  |                  |
| 4    |       | Nikolaj Grjazin     | 38           |              | Jaroslav Fedorov | 38               |                  |                  |
| 5    |       | Alberto Heller      | 33           |              | José Díaz        | 33               |                  |                  |